# Dörnberg (Habichtswald)
Dörnberg ist ein Ortsteil und Sitz der Gemeindeverwaltung der Gemeinde Habichtswald im nordhessischen Landkreis Kassel.

## Geographische Lage

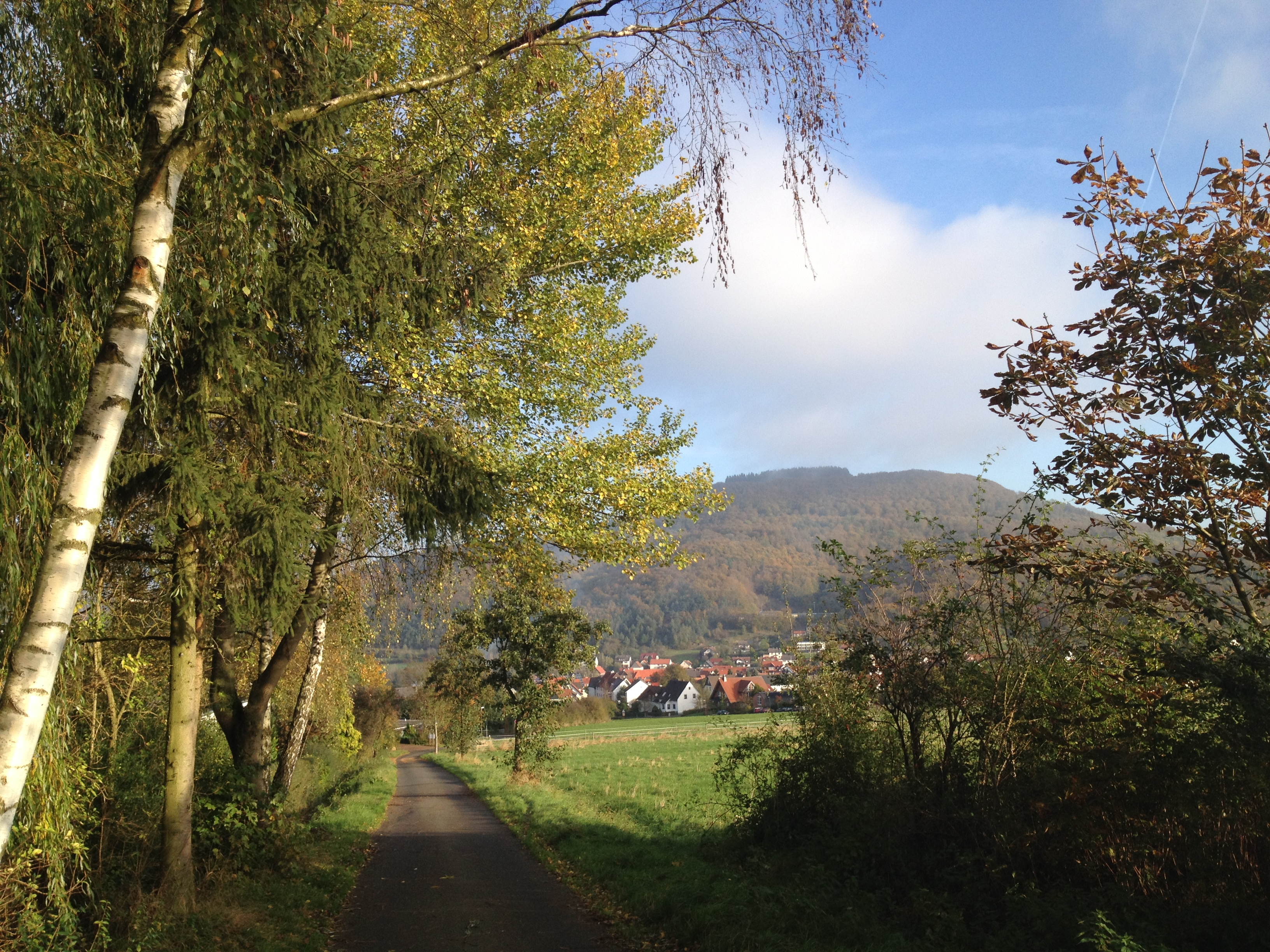
Dorf Dörnberg mit dem Hohen Dörnberg

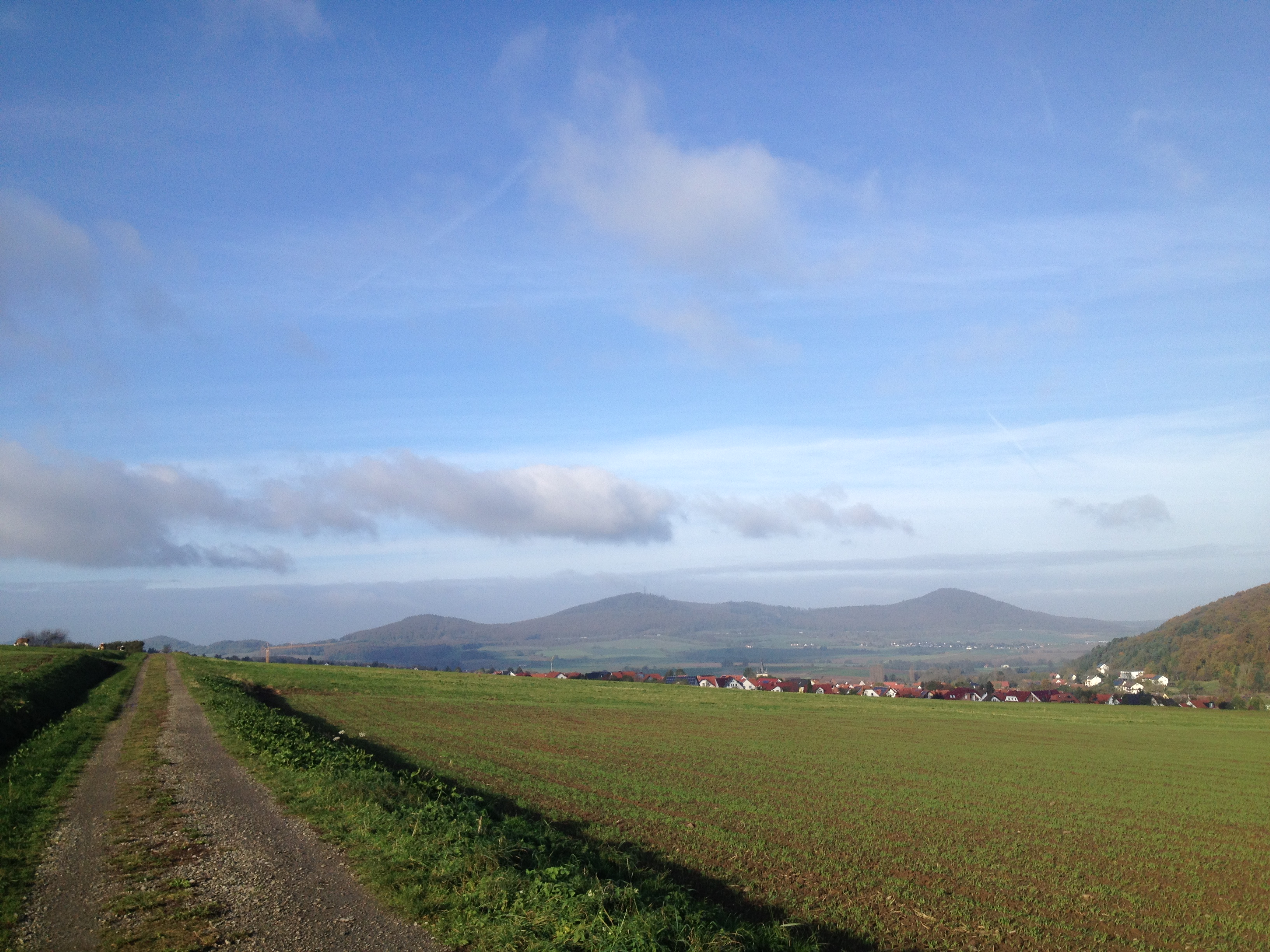
Dörnberg liegt im oberen Laubachtal

Dörnberg liegt im Nordostteil des Naturparks Habichtswald etwa 11 km (Luftlinie) westnordwestlich der Kasseler Innenstadt zwischen Ahnatal-Weimar im Nordosten, dem Habichtswalder Ortsteil Ehlen im Südwesten und dem Zierenberger Kernort im Nordwesten und innerhalb des Hohen Habichtswaldes stößt Dörnberg im Osten bzw. Südosten an zwei Ortsteile von Kassel: Harleshausen und Bad Wilhelmshöhe.
Nördlich des auf etwa 320 bis 415 m ü. NHN gelegenen Dorfs erhebt sich als dessen Hausberg der Hohe Dörnberg (578,7 m), südlich der Essigberg (597,5 m), westlich der Burghasunger Berg (479,7 m) und westnordwestlich der Große Bärenberg (600,7 m). Durch Dörnberg fließt, unter anderem unterirdisch entlang der Laubachstraße, in Südsüdost-Nordnordwest-Richtung der Warme-Zufluss Laubach, der ab der an der Untersten Mühle gelegenen Kressenborn-Einmündung Lubach heißt. Hindurch führt zwischen Dörnberg und Kassel die Bundesstraße 251 (Brilon-Kassel); von dieser Straße zweigt etwa in der Ortsmitte bei der Dorfkirche die nach Zierenberg führende Landesstraße 3211 ab.
Ostsüdöstlich von Dörnberg befindet sich im Wald der Standort der ehemaligen Igelsburg. In dessen Nähe liegt der Silbersee und südlich des Dorfs das Höllchen, zwei nach Ende des Basaltabbaus entstandene Seen.

## Geschichte

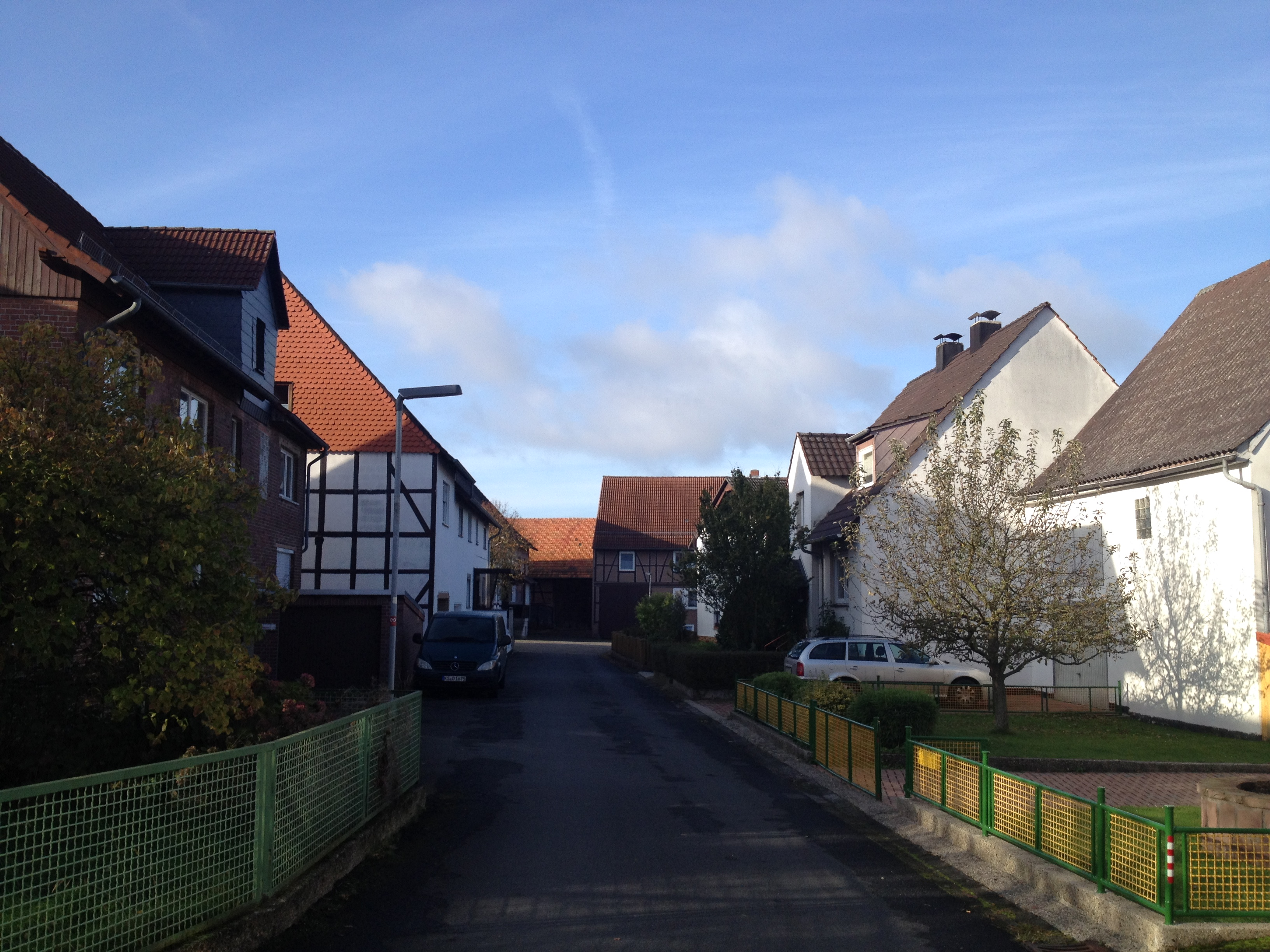
Unterwegs in der Quergasse

Vom Hohen Dörnberg leitet die Ortschaft ihren Namen ab und von dieser die Freiherren von Dörnberg, die im 11. bis 13. Jahrhundert hier ansässig waren. Im Jahr 1074 stellte Siegfried I., Erzbischof von Mainz die Schenkungsurkunde für das Kloster Hasungen aus, in der die Kirchen in Ehlen und Dörnberg erwähnt werden, welche somit an das Kloster fielen. Das 13. und 14. Jahrhundert bescherte Dörnberg eine kleine Töpferei und das Braurecht, welches zu einem Aufschwung in der Besiedelung führte.
Im Zuge der Gebietsreform in Hessen fusionierten die bis dahin selbständigen Gemeinden Dörnberg und Ehlen zum 31. Dezember 1971 freiwillig zur neuen Gemeinde Habichtswald. Ortsbezirke nach der Hessischen Gemeindeordnung wurden nicht errichtet.

## Bevölkerung
Einwohnerstruktur 2011
Nach den Erhebungen des Zensus 2011 lebten am Stichtag, dem 9. Mai 2011, in Dörnberg 2394 Einwohner. Darunter waren 33 (1,4 %). Nach dem Lebensalter waren 345 Einwohner unter 18 Jahren, 882 zwischen 18 und 49, 573 zwischen 50 und 64 und 594 Einwohner waren 65 und älter. Die Einwohner lebten in 1038 Haushalten. Davon waren 276 Singlehaushalte, 345 Paare ohne Kinder und 345 Paare mit Kindern, sowie 60 Alleinerziehende und 12 Wohngemeinschaften. In 248 Haushalten lebten ausschließlich Senioren und in 551 Haushaltungen lebten keine Senioren.
Einwohnerentwicklung
| Quelle: Historisches Ortslexikon |                   |
| • 1585:                          | 72 Haushaltungen  |
| • 1747:                          | 102 Haushaltungen |

| Dörnberg: Einwohnerzahlen von 1834 bis 2020 | Dörnberg: Einwohnerzahlen von 1834 bis 2020 | Dörnberg: Einwohnerzahlen von 1834 bis 2020 | Dörnberg: Einwohnerzahlen von 1834 bis 2020 | Dörnberg: Einwohnerzahlen von 1834 bis 2020 |
| --- | ------------------------------------------- | ------------------------------------------- | ------------------------------------------- | ------------------------------------------- |
| Jahr |                                             |                                             |                                             | Einwohner                                   |
| 1834 | 1834                                        |                                             | 855                                         | 855                                         |
| 1840 | 1840                                        |                                             | 967                                         | 967                                         |
| 1846 | 1846                                        |                                             | 995                                         | 995                                         |
| 1852 | 1852                                        |                                             | 987                                         | 987                                         |
| 1858 | 1858                                        |                                             | 786                                         | 786                                         |
| 1864 | 1864                                        |                                             | 866                                         | 866                                         |
| 1871 | 1871                                        |                                             | 867                                         | 867                                         |
| 1875 | 1875                                        |                                             | 901                                         | 901                                         |
| 1885 | 1885                                        |                                             | 940                                         | 940                                         |
| 1895 | 1895                                        |                                             | 1.031                                       | 1.031                                       |
| 1905 | 1905                                        |                                             | 1.046                                       | 1.046                                       |
| 1910 | 1910                                        |                                             | 1.124                                       | 1.124                                       |
| 1925 | 1925                                        |                                             | 1.096                                       | 1.096                                       |
| 1939 | 1939                                        |                                             | 1.557                                       | 1.557                                       |
| 1946 | 1946                                        |                                             | 1.615                                       | 1.615                                       |
| 1950 | 1950                                        |                                             | 1.517                                       | 1.517                                       |
| 1956 | 1956                                        |                                             | 1.608                                       | 1.608                                       |
| 1961 | 1961                                        |                                             | 1.697                                       | 1.697                                       |
| 1970 | 1970                                        |                                             | 1.874                                       | 1.874                                       |
| 1980 | 1980                                        |                                             | ?                                           | ?                                           |
| 1990 | 1990                                        |                                             | ?                                           | ?                                           |
| 2000 | 2000                                        |                                             | ?                                           | ?                                           |
| 2011 | 2011                                        |                                             | 2.394                                       | 2.394                                       |
| 2014 | 2014                                        |                                             | 2.333                                       | 2.333                                       |
| 2020 | 2020                                        |                                             | 2.429                                       | 2.429                                       |
| Datenquelle: Historisches Gemeindeverzeichnis für Hessen: Die Bevölkerung der Gemeinden 1834 bis 1967. Wiesbaden: Hessisches Statistisches Landesamt, 1968. Weitere Quellen: LAGIS; Gemeinde Habichtswald; Zensus 2011 |                                             |                                             |                                             |                                             |

Historische Religionszugehörigkeit
| Quelle: Historisches Ortslexikon |                                                                      |
| • 1885:                          | 889 evangelische (= 99,33 %), 6 katholische (= 0,67 %) Einwohner     |
| • 1961:                          | 1410 evangelische (= 87,69 %), 192 katholische (= 11,94 %) Einwohner |

## Sehenswürdigkeiten

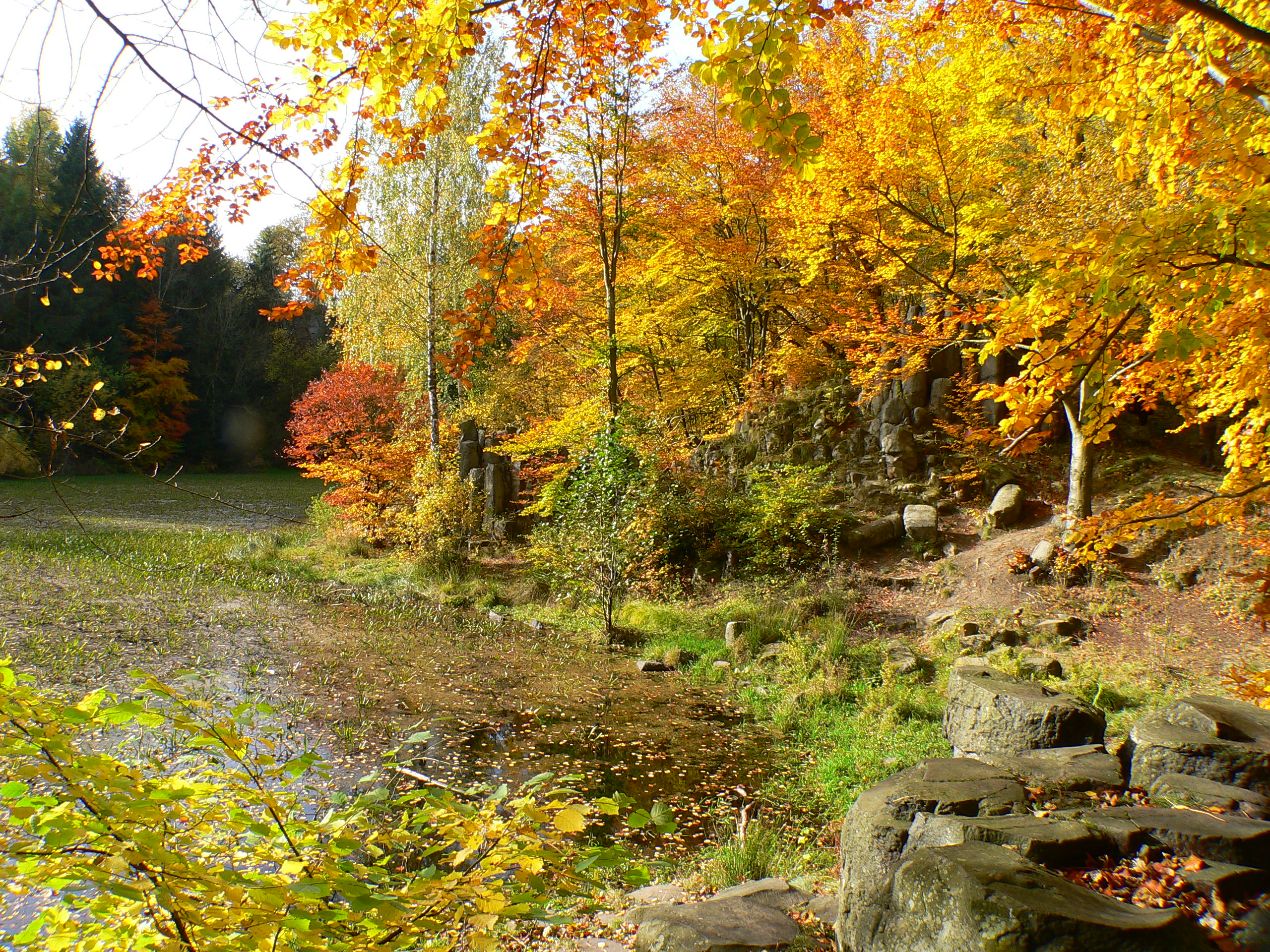
Ehemalige Basaltgrube Silbersee

Die Kirche von Dörnberg ist auf den Grundmauern einer Kapelle (ca. 1160) erbaut. Der Kirchturm weist heute noch das alte Mauerwerk aus. Er wurde als Wehrturm erbaut, der in 6 m Höhe noch einen alten Einstieg besitzt. Der Kirchenbau, sowie er sich heute darstellt, wurde im 15. und 16. Jahrhundert gebaut.

## Vereine
- FSV Dörnberg
- TSV Dörnberg
- Sportschützen Dörnberg
- Freiwillige Feuerwehr Habichtswald-Dörnberg
- Musikverein Dörnberg
- RCCC Habichtswald
- TTC Habichtswald

## Persönlichkeiten
- Tilemann Elhen von Wolfhagen (1347?–nach 1402), Chronist
- Wilhelm Schulz (1805–1877), deutsch-spanischer Geologe und Bergbauingenieur